# L'Odyssée du sous-marin Nerka
Pour plus de détails, voir Fiche technique et Distribution.
L'Odyssée du sous-marin Nerka (Run Silent, Run Deep) est un film américain de Robert Wise sorti en salles en 1958.
L'action de ce film tire son inspiration de la tactique mise au point par les sous-mariniers américains dans le Pacifique durant la Seconde Guerre mondiale : ils attaquaient en surface les navires d'escorte des convois maritimes japonais et les torpillaient de face dans l'étrave lorsque ceux-ci fonçaient sur eux pour les éperonner.

## Synopsis
En 1942, dans le détroit de Bungo au Japon, le sous-marin américain dirigé par le commandant Richardson est détruit par l'Akikaze, un destroyer japonais. Seuls Richardson et quelques membres de l'équipage survivent.
L'année suivante, à Pearl Harbor, Richardson reçoit le commandement d'un autre submersible, le Nerka. Mais il se heurte à l'hostilité de son commandant en second, le lieutenant Jim Bledsoe, qui espérait obtenir le commandement du bâtiment.
Richardson, qui veut se venger de l'Akikaze, entraîne son équipage dans l'affrontement.

## Fiche technique
- Titre : L'Odyssée du sous-marin Nerka
- Titre original : Run Silent, Run Deep
- Réalisation : Robert Wise
- Scénario : John Gay, d'après le roman Run Silent, Run Deep d'Edward Latimer Beach, Jr.
- Musique : Franz Waxman
- Directeur de la photographie : Russell Harlan
- Montage : George Boemler
- Direction artistique : Edward Carrere
- Décorateur de plateau : Ross Dowd
- Production : Harold Hecht et William Schorr producteur associé
- Société de production : Hill-Hecht-Lancaster Productions et Jeffrey Pictures Corp.
- Société de distribution : United Artists
- Pays de production : États-Unis
- Genre : Guerre
- Format : Noir et blanc - 35 mm - 1,85:1 - Son : mono (Westrex Recording System)
- Durée : 93 minutes
- Dates de sortie :
  - États-Unis : 27 mars 1958
  - France : 2 juillet 1958

## Distribution
- Clark Gable (VF : Serge Nadaud) : le commandant « Rich » Richardson
- Burt Lancaster (VF : Claude Bertrand) : le lieutenant Jim Bledsoe
- Jack Warden (VF : André Valmy) : le matelot de 1re classe Mueller
- Brad Dexter (VF : Jean-Claude Michel) : l'enseigne Gerald Cartwright
- Don Rickles (VF : Jean Daurand) : le second maître de 1re classe Ruby
- Nick Cravat : le bosco Russo
- Joe Maross (VF : René Arrieu) : le chef Kohler
- Mary LaRoche (VF : Nelly Benedetti) : Laura Richardson
- Eddie Foy Jr. : Larto
- Rudy Bond (VF : Jean Violette) : le second maître de 1re classe Cullen
- Jimmy Bates (VF : Christian Fourcade) : Jessie
- John Bryant (VF : Jean-Louis Jemma) : Carl Beckman
- John Close (VF : Marcel Painvin) : le responsable des coordonnées dans le détroit de Bungo
- Joel Fluellen : Bragg
- John Gibson (VF : Abel Jacquin) : le capitaine Blunt
- Ken Lynch (VF : Pierre Leproux) : Frank
- Maurice McEndree : l'opérateur radio
- Russell Thorson (en) : un membre de l'équipage du sous-marin
- H.M. Wynant (en) (VF : Georges Aminel) : l'officier médical Hendrix
- Skip Ward : ?
- Wayne Dahmer : ?